# Antenne radiotelevisive centralizzate
In telecomunicazioni con il termine antenne televisive centralizzate si possono intendere due distinti fenomeni:
1. La cablatura di un intero quartiere o di una città (città cablata) servita in ricezione da una o poche antenne;
2. La realizzazione spontanea o imposta da regolamenti comunali o dalla stessa legge di impianti condominiali che sostituiscono le antenne dei singoli appartamenti.

## La città cablata
La realizzazione di impianti di cablatura di un intero quartiere è una pratica seguita da decenni, Milano Due fu dotata in costruzione dalla Edilnord che l'aveva realizzata negli anni '70 di una rete, in cavo coassiale, al solo fine di evitare la pluralità di antenne giudicate esteticamente non gradite. Peraltro proprio perché  era rimasta libera una connessione, nacque Telemilanocavo e dopo diverse vicissitudini divenne l'impero televisivo di Mediaset.
Telecom Italia lanciò poi progetti molto ambiziosi, con una tecnologia mista di cavi coassiali uniti a un cavo a fibra ottica. Il progetto più avanzato ha riguardato la città di Siena (Progetto Socrate).
La vera realizzazione della città cablata in Italia fu compiuta dalla società Fastweb a Milano, che ha unificato i progetti intrapresi da un nutrito gruppo di imprese. Con la nuova tecnologia non si trattava, ormai della sola unificazione delle antenne, ma di una cablatura di tutti i servizi di telecomunicazioni, in primo luogo Internet. I risultati economici sono stati, però parzialmente inferiori alle attese e per ora sembra che la situazione di Milano rimarrà un fenomeno isolato.

## Antenne televisive centralizzate condominiali
Il problema delle  antenne radiotelevisive centralizzate condominiali è stato sollevato da una consultazione proposta dal Ministro delle comunicazioni, in vista di una regolamentazione normativa della questione.
Il Codice delle comunicazioni elettroniche (decreto legislativo 1º agosto 2003, n. 259, articolo 209 comma 4) prevede infatti una regolamentazione tramite decreto ministeriale della materia.
L'evoluzione della tecnologia relativa agli impianti di ricezione radiotelevisiva ha permesso ora di poter distribuire, con ottima qualità, da un unico punto la ricezione dei segnali televisivi.
L'opinione pubblica, a partire dai centri storici delle città d'arte, sta cominciando a rendersi conto della necessità di contenere e gradualmente eliminare il fenomeno, antiestetico ed antieconomico, della “selva delle antenne”, fenomeno che oltretutto non sarebbe destinato ad aggravarsi con la diffusione della televisione digitale siccome non comporterà cambiamenti per l'antenna di ricezione.
Il nodo più difficile è quello di non ostacolare la ricezione di nessuna emittente televisiva; di consentire alla singola unità abitativa, collegata all'antenna condominiale, almeno le stesse prestazioni di una antenna singola; di consentire la massima flessibilità nella ricezione anche con tecnologie del futuro.
Lo schema di decreto lascia immutata la libertà di installazione di antenne individuali per la ricezione di programmi televisivi, prevista da norme legislative tuttora in vigore, ma favorisce, a livello volontario, la diffusione delle previste antenne centralizzate.
Il decreto è pensato immediatamente applicabile solo per le nuove installazioni, e prevede altresì un periodo transitorio di tre anni per l'adeguamento delle installazioni già esistenti.
Una volta attuato, lo stesso impianto condominiale, ovviamente con modalità diverse, renderà contemporaneamente disponibile l'attacco sia per la televisione analogica (almeno fino al 2012), sia per la televisione digitale terrestre, sia per la televisione satellitare.